# Малюр червоноспинний
Малюр червоноспинний (Malurus melanocephalus) — вид горобцеподібних птахів з родини малюрових (Maluridae).

## Поширення
Ендемік Австралії. Поширений на півночі та сході материка. Мешкає у вологих луках та степах з високими травами.

## Опис
Дрібний птах, завдовжки 11,5 см, вагою 5-10 г. Має довгий тонкий хвіст. Самець у шлюбний період має чорні голову та тіло з яскравою червоною або помаранчевою спиною та коричневими крилами. Самці у позашлюбному вбранні та самиці мають коричневий верх та білий низ. У самиць є жовтувата пляма під оком.

## Спосіб життя
Трапляється парами або невеликими зграйками. Пересувається на землі невеликими стрибками, тримаючи довгий хвіст вертикально для рівноваги. Живиться наземними комахами, рідше ягодами та насінням.

## Підвиди
- M. m. cruentatus Gould, 1840 — північна частина ареалу.
- M. m. melanocephalus (Latham, 1801) — східна частина ареалу.